# GCA (formato de archivos)
En informática, GCA es una utilidad de compresión de archivos freeware creada en 2000 por Shin-ichi Tsuruta (鶴田真一 Tsuruta Shin'ichi?). GCA también es un formato de archivos comprimidos. Tiene mejores tasas de compresión que ZIP, especialmente con archivos ejecutables. Su sucesor es DGCA. Aunque no ha sido usado más que por algunos programadores japoneses para comprimir personajes del motor de juegos de pelea M.U.G.E.N..